# Aeroport de l'illa de Bazaruto
L'aeroport de l'illa de Bazaruto (codi IATA: BZB, codi OACI: -) és un aeroport que serveix l'illa de Bazaruto, a l'arxipèlag de Bazaruto i al Parc Nacional de Bazaruto a Moçambic.